# Макэнти, Джервис
Джервис Макэнти (англ. Jervis McEntee; 14 июля 1828, Рондоут, штат Нью-Йорк — 27 января 1891, Нью-Йорк) — американский художник-пейзажист, представитель художественной школы реки Гудзон.

## Жизнь и творчество
О детских и юношеских годах жизни Макэнти мало известно. Впервые художник выставляет свою картину в Национальной Академии дизайна в Нью-Йорке в 1850 году. Находился под творческим влиянием Фредерика Эдвина Чёрча, выдающегося американского живописца середины XIX века. После обучения у Чёрча Макэнти три года живёт в родном городе, а затем открывает художественную мастерскую в Нью-Йорке.
Пейзажи Дж. Макэнти известны своей меланхоличностью и поэтическим настроением. Как правило на полотне — это печальная осень, небо на его картинах часто закрыто облаками, с деревьев опадают листья. Близкими друзьями Дж. Макэнти были художники Школы реки Гудзон Сэнфорд Робинсон Гиффорд, Уортингтон Уайтредж и Истмен Джонсон, с которыми он много путешествовал и выезжал на этюды. В 1860 Макэнди становится ассоциированным членом Национальной Академии дизайна, с 1861 года — он её академик. В 1868—1869 годах художник совершает путешествие по Европе, живёт и много рисует в Италии.
Особую ценность для историков искусства имеет подробный дневник, который ежедневно вёл Дж. Макэнти на протяжении почти 20 лет, с начала 1870-х годов и вплоть до своей смерти. Дневник содержит важнейшие сведения о развитии американской живописи второй половины XIX столетия и оценки личностей, определявших его. Ныне хранится в Смитсонианском институте, Вашингтон.

## Избранные полотна
| - The Melancholy Days have come (1860) - Indian Summer (1861) - Late Autumn (1863) - October Snow (1870) - Sea from Shore (1873) - Cape Ann (1874) - A Song of Summer (1876) - Winter in the Mountains (1878) | - Clouds (1879) - The Edge of a Wood (1880) - Kaatskill River (1881) - Autumn Memory (1883) - Shadows of Autumn (1884) - The Kaatskills in Winter (1884) - Christmas Eve (1885) - Shadows of Autumn (1886) |

## Галерея

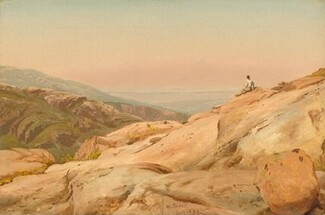
Субботний вечер (1875)
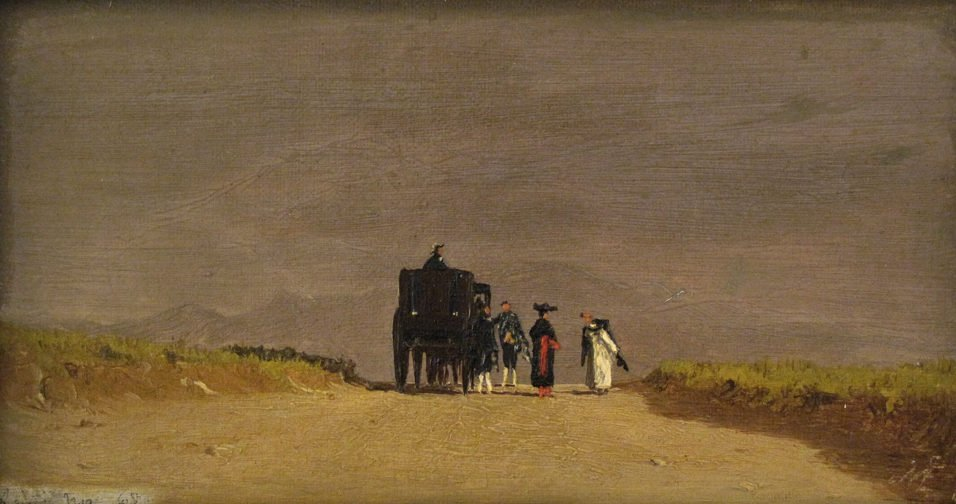
Остановка в пути,  Кампанья, Италия (1868)
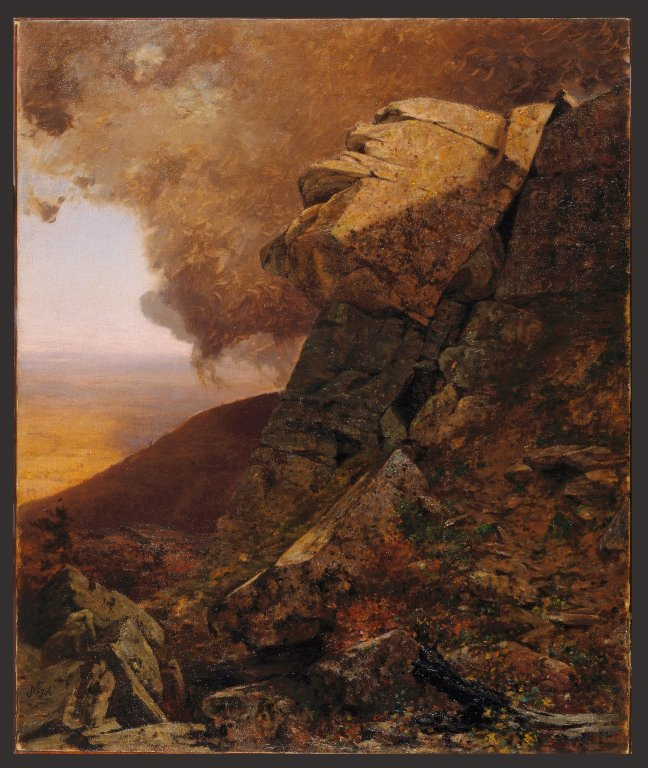
Скала в Кэтскилле
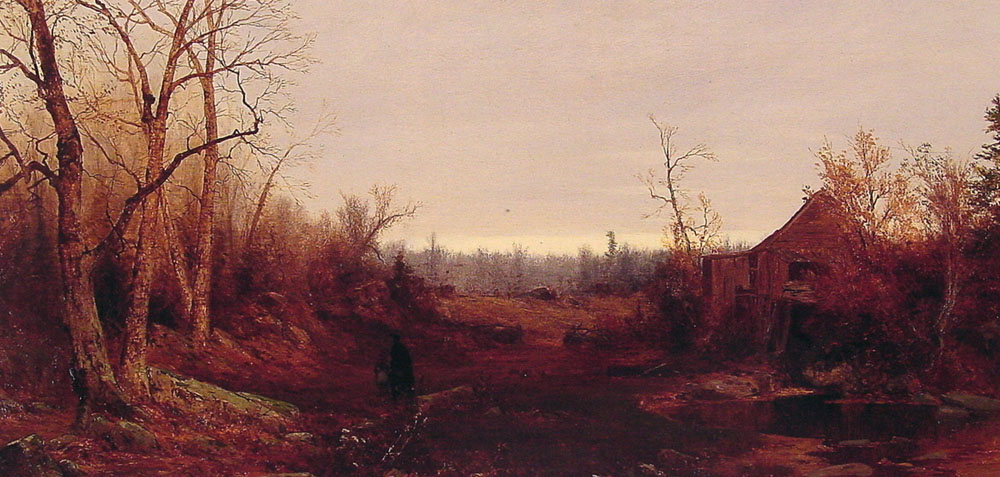
Ноябрьский день (1863)
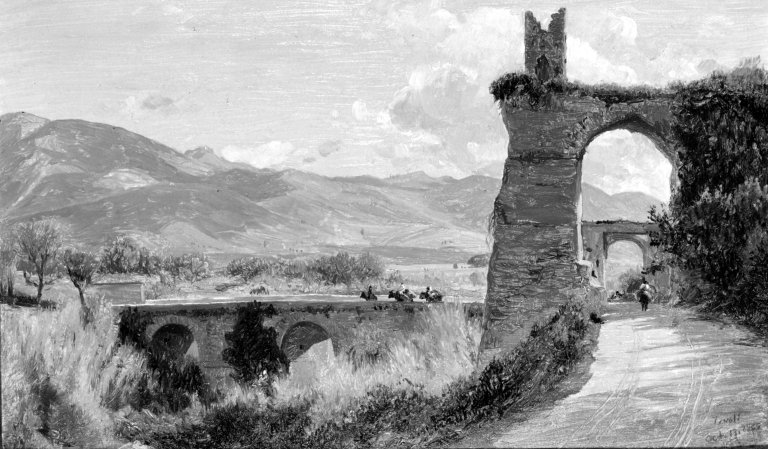
Тиволи (1868)